# Vanagynės miškas
Vanagynės miškas este o arie protejată (arie specială de conservare — SAC, sit de importanță comunitară — SCI) din Lituania întinsă pe o suprafață de 44 ha, integral pe uscat.

## Localizare
Centrul sitului Vanagynės miškas este situat la coordonatele 54°46′35″N 25°14′59″E / 54.7764°N 25.2497°E.

## Înființare
Situl Vanagynės miškas a fost declarat sit de importanță comunitară în august 2008 pentru a proteja un număr necunoscut de specii din flora spontană și fauna sălbatică aflate în arealul zonei. Situl a fost protejat și ca arie specială de conservare în octombrie 2020.

## Biodiversitate
Situată în ecoregiunea boreală, aria protejată conține 1 habitat natural: Păduri caducifoliate bătrâne naturale hemiboreale fino-scandinave (Quercus, Tilia, Acer, Fraxinus sau Ulmus) bogate în specii epifite.
La baza desemnării sitului se află un număr nedeclarat de specii protejate.